# Dzieci Zamojszczyzny

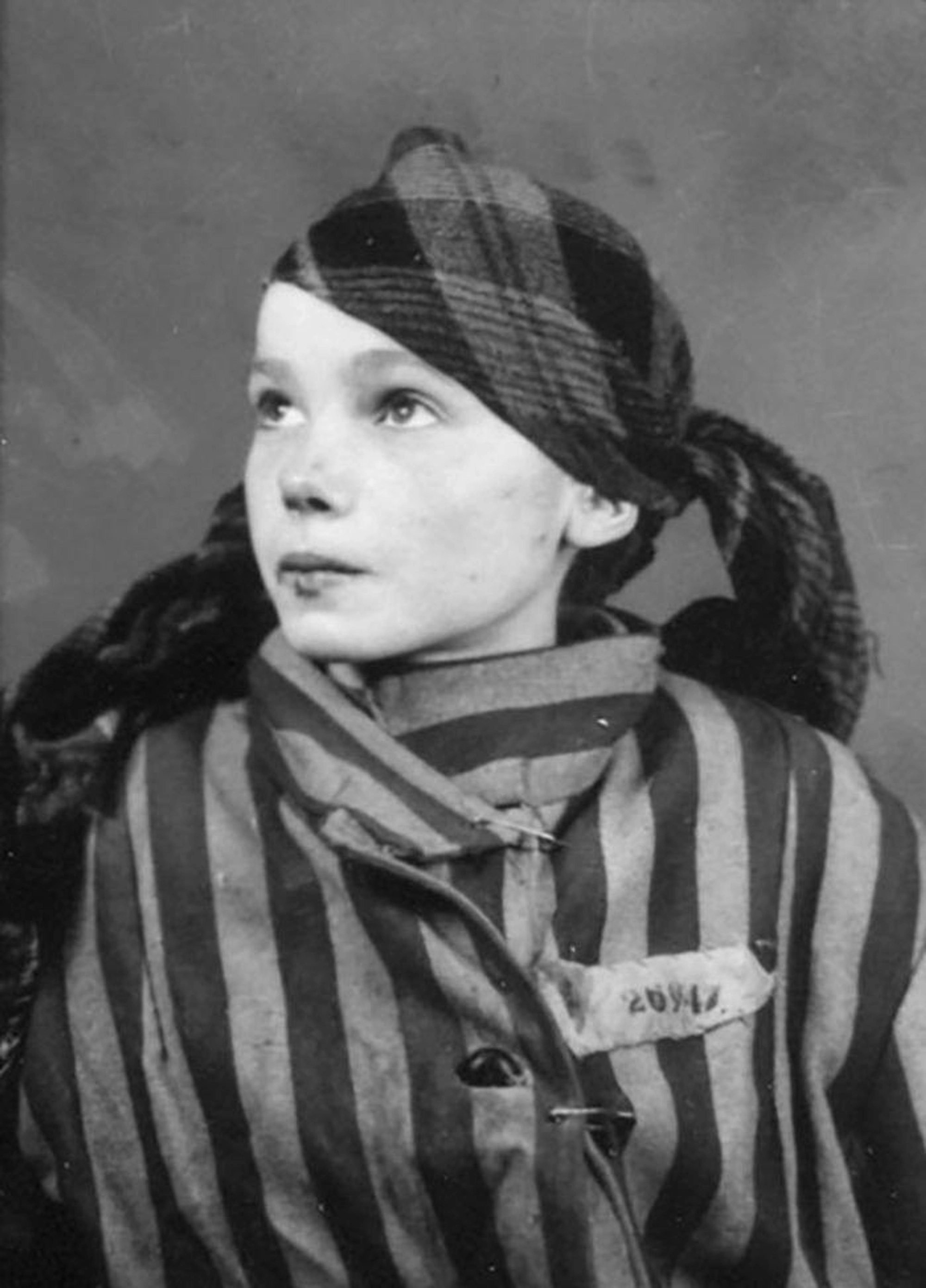
Jedno z dzieci Zamojszczyzny Czesława Kwoka. W Auschwitz otrzymała nr 26947. Została zamordowana zastrzykiem fenolu 12 marca 1943

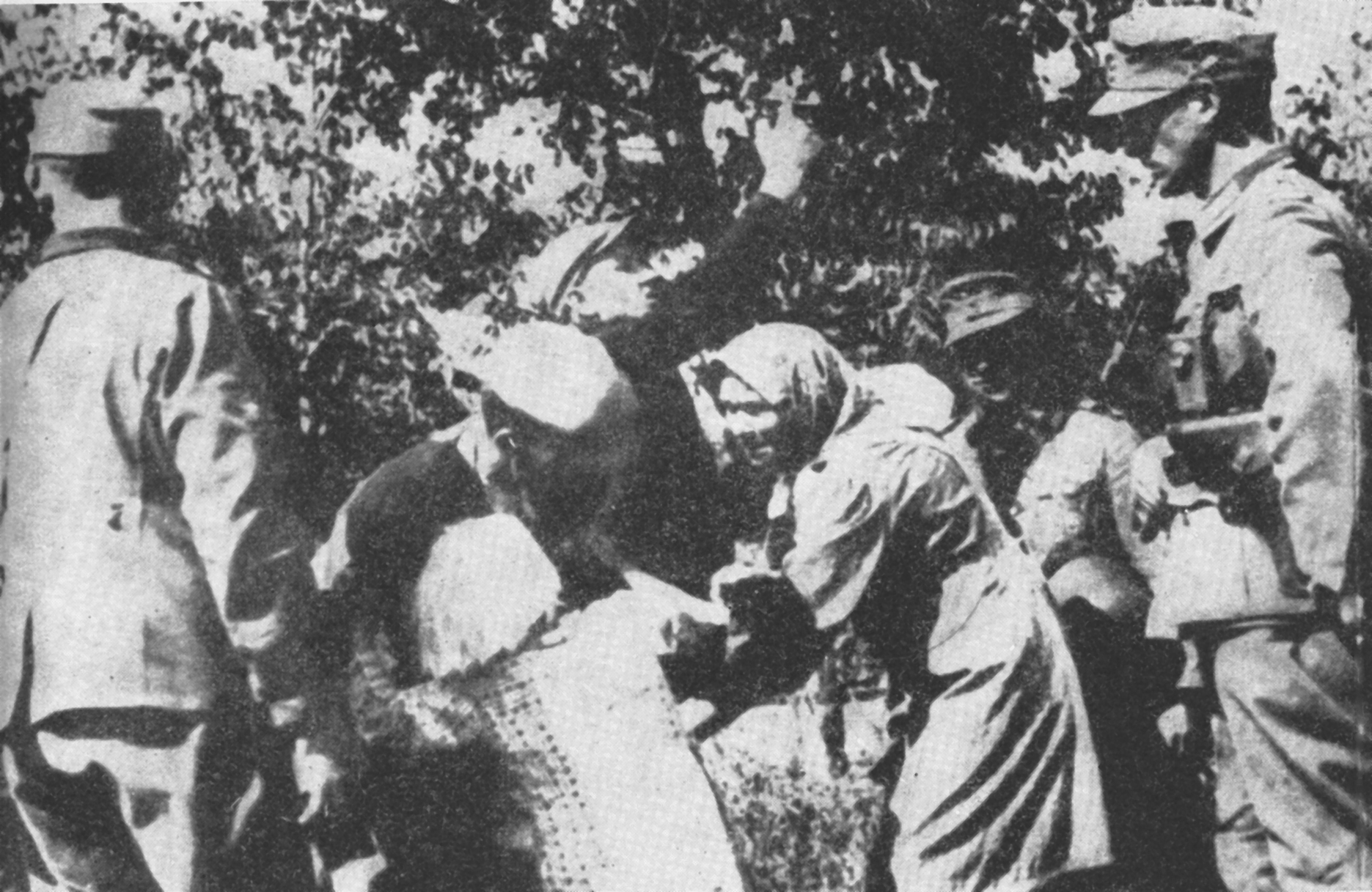
Rabunek dzieci polskich podczas operacji wysiedleńczej na Zamojszczyźnie

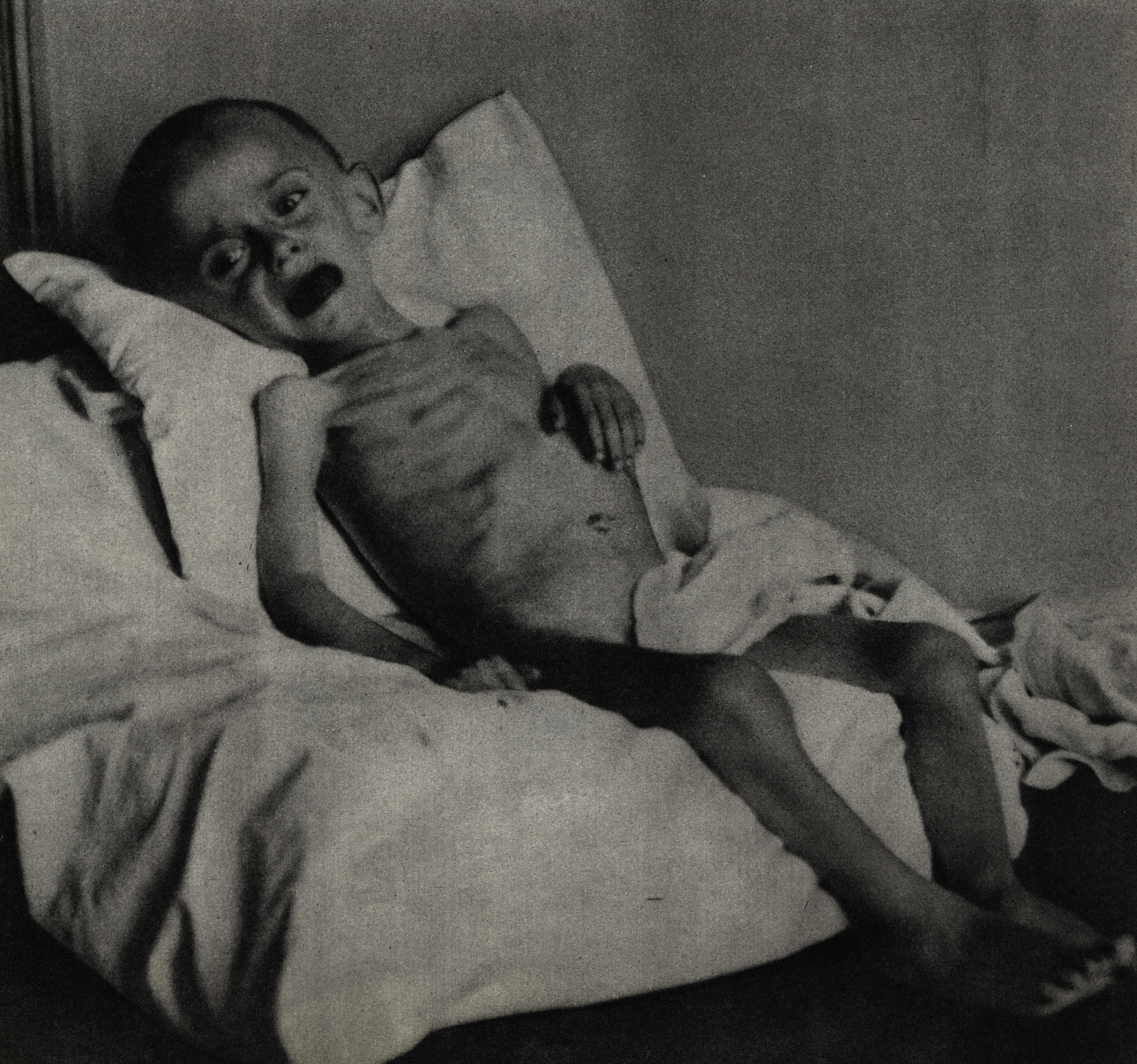
Jedno z dzieci Zamojszczyzny więzione w obozie przejściowym przy ul. Krochmalnej w Lublinie

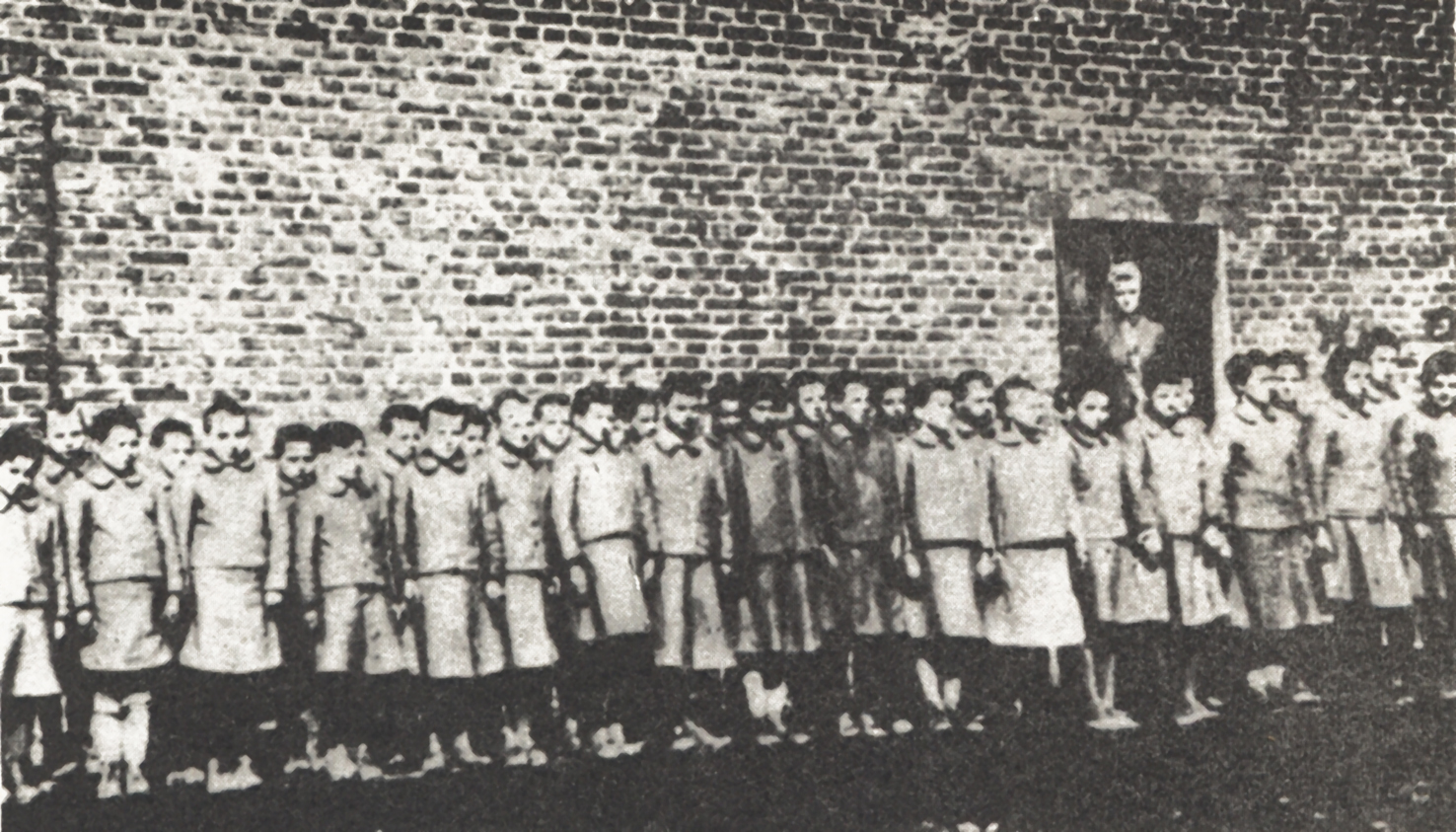
Polskie dzieci w obozie pracy w Dzierżąznej k. Zgierza. W obozie więziono m.in. dzieci Zamojszczyzny

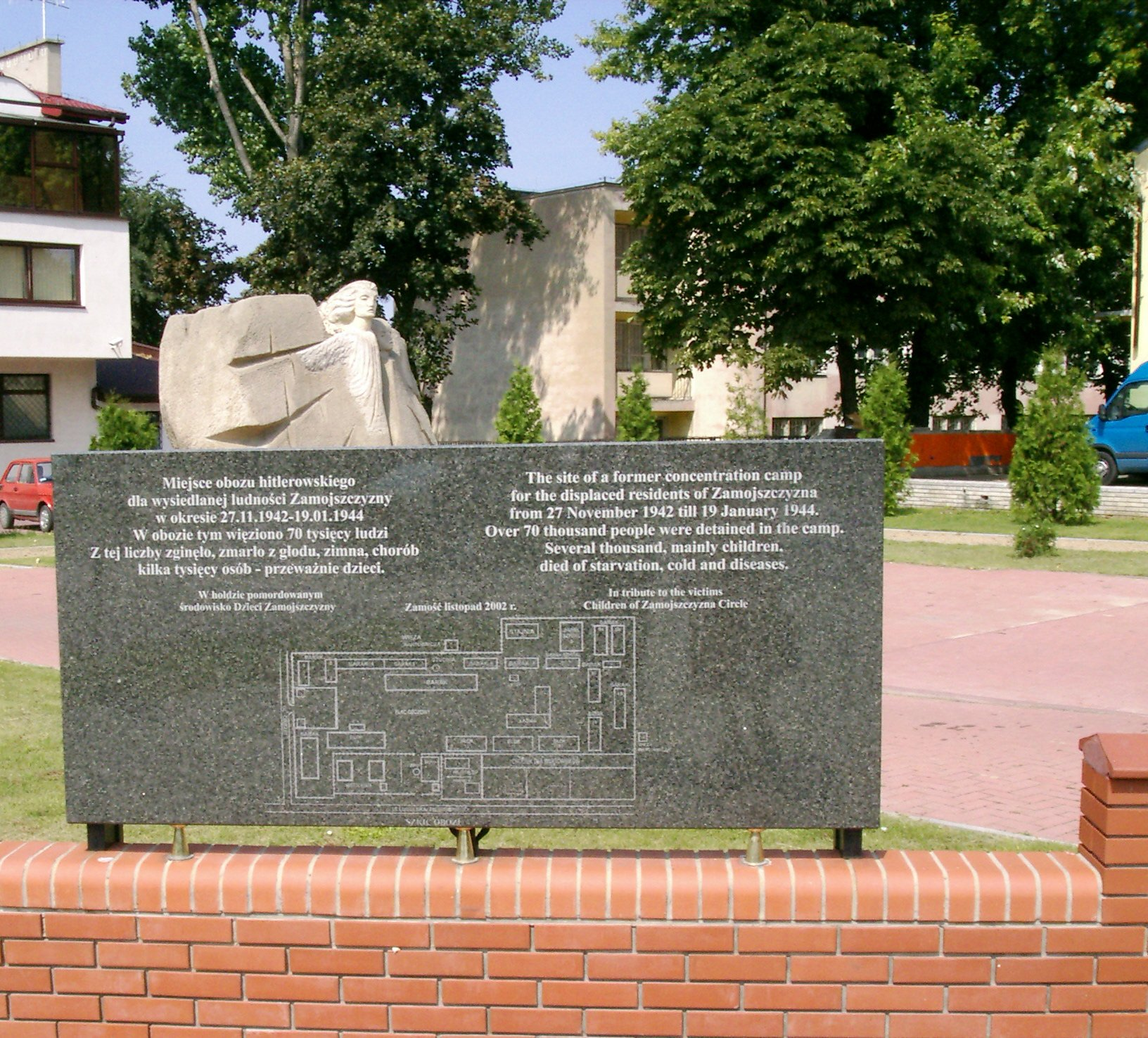
Tablica upamiętniająca ofiary obozu przejściowego w Zamościu przy ul. S. Okrzei

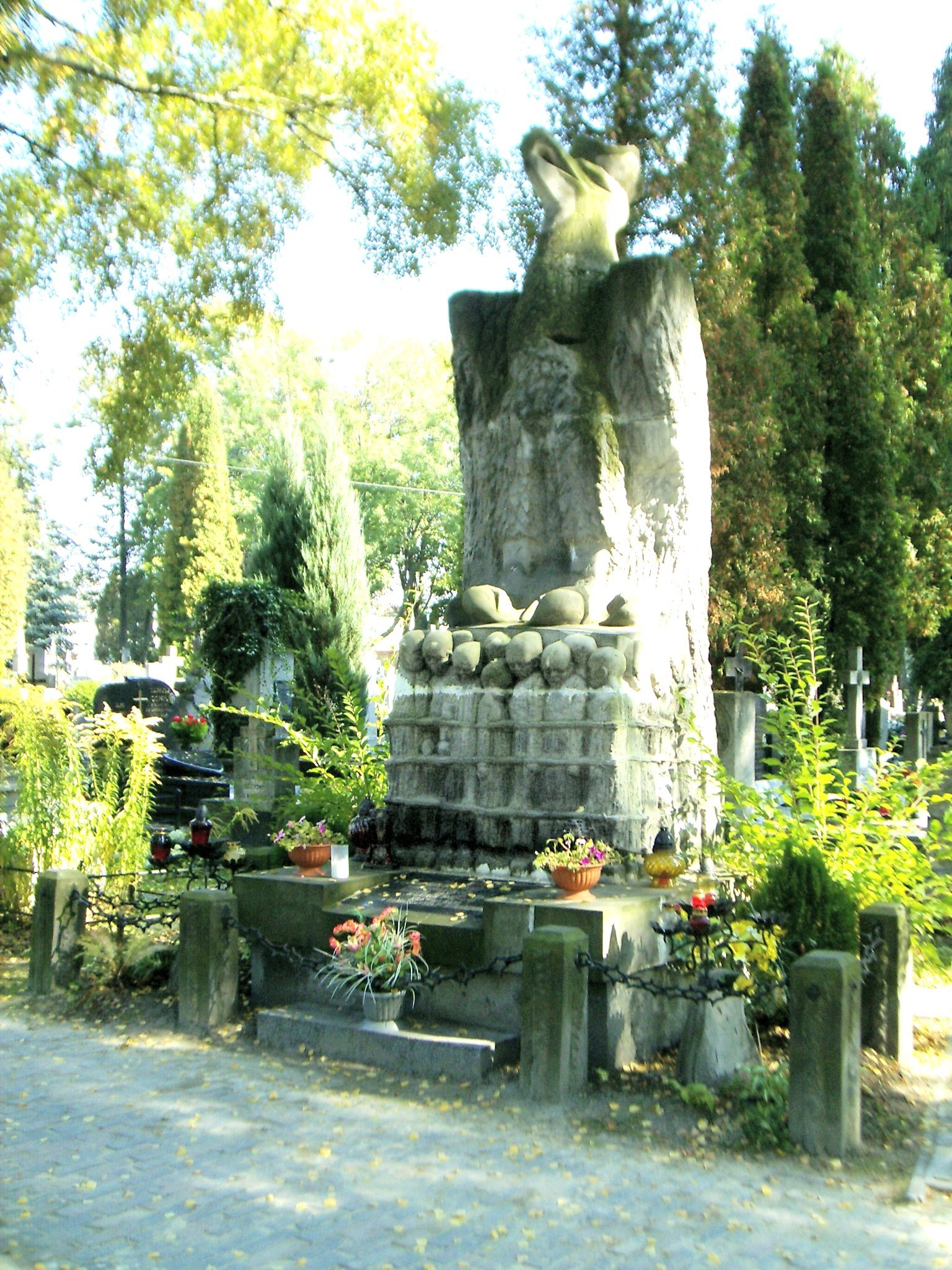
Pomnik na starym cmentarzu przy ul. Peowiaków w Zamościu

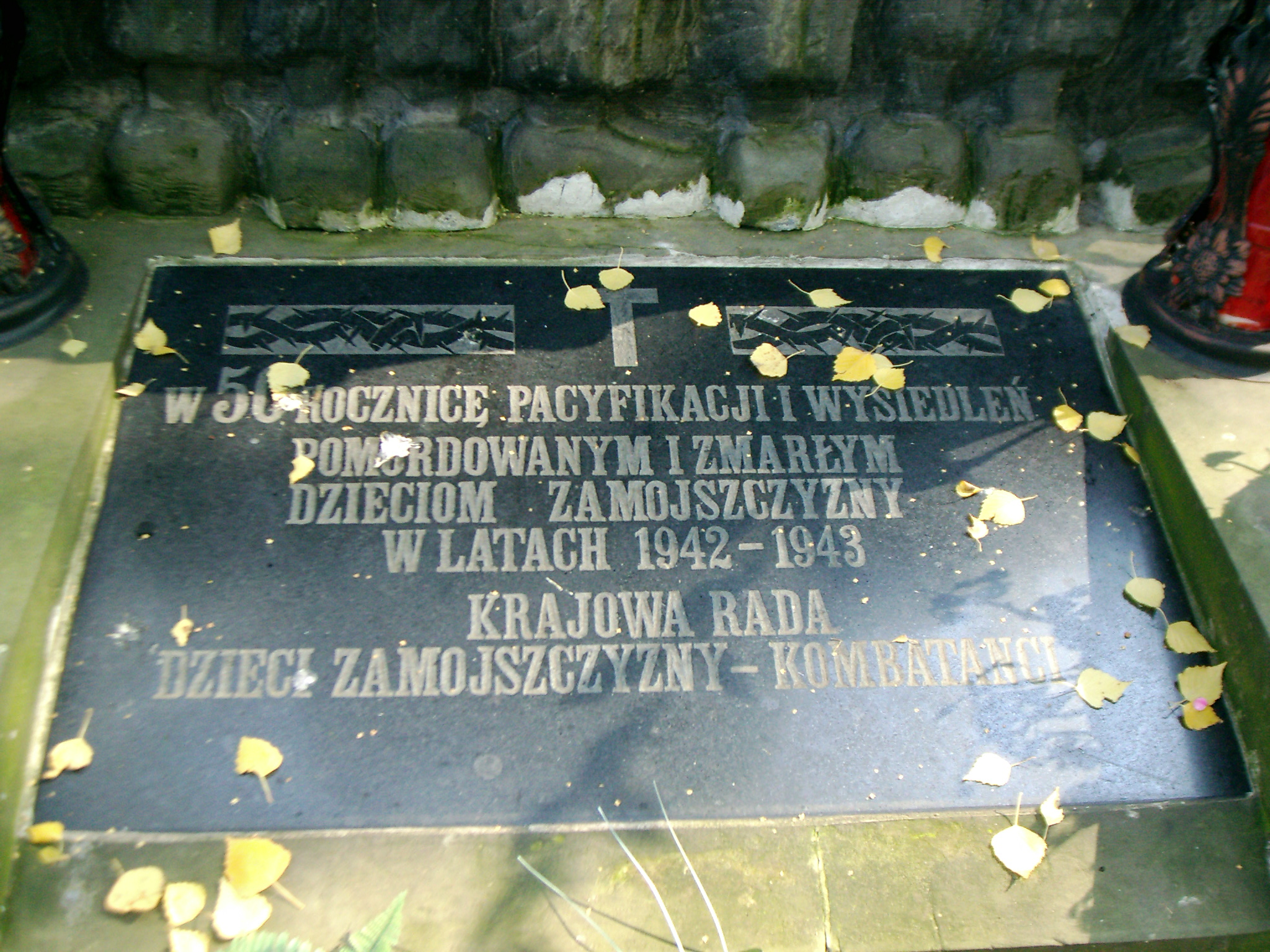
Inskrypcja

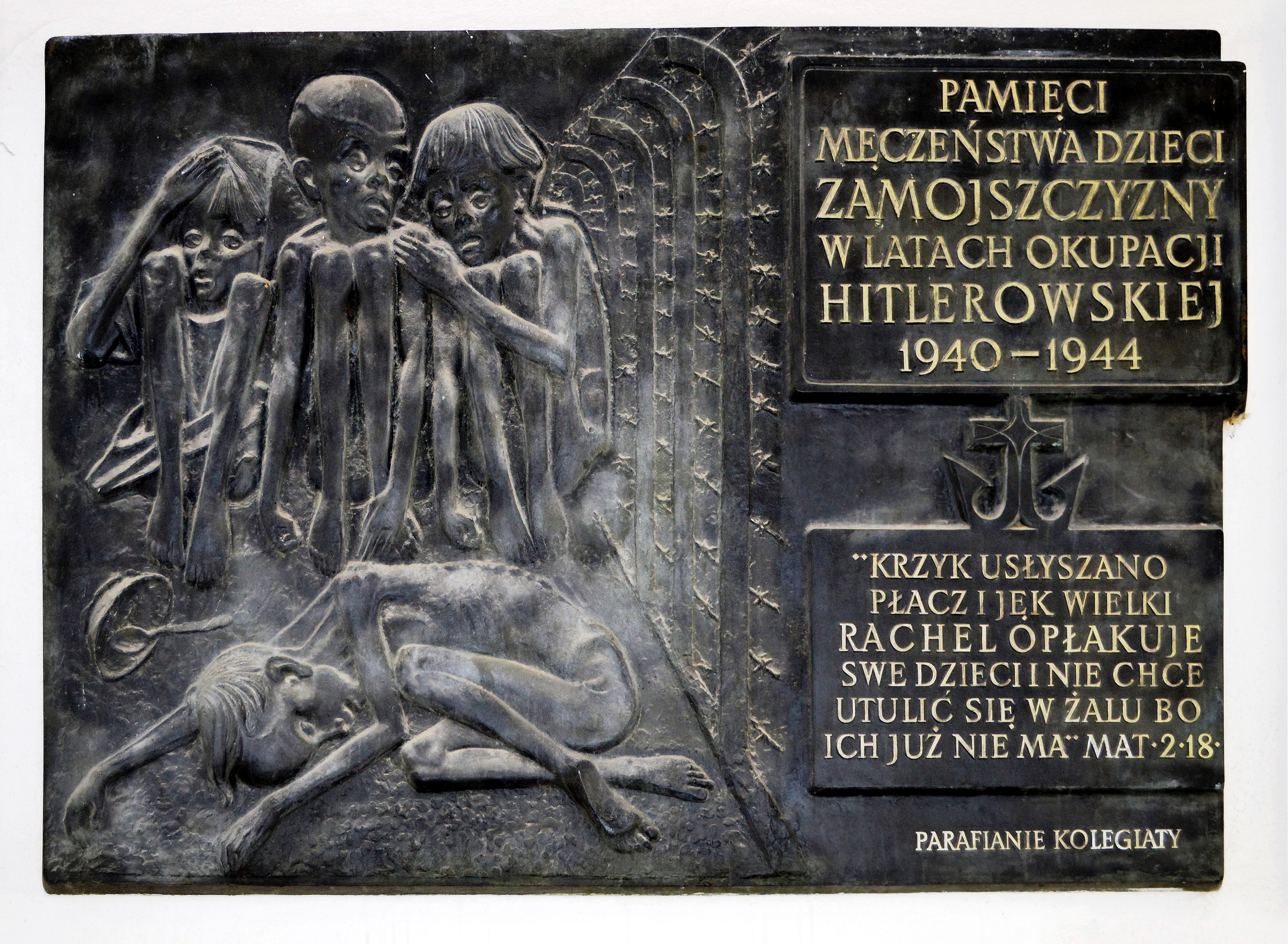
Tablica Pamięci Męczeństwa Dzieci Zamojszczyzny przy wejściu do Katedry w Zamościu

Dzieci Zamojszczyzny – określenie dotyczące dzieci mieszkających na Zamojszczyźnie, które podczas II wojny światowej objęto przymusowymi wysiedleniami w celu założenia tam nowych osad dla ludności etnicznie niemieckiej z innych krajów Europy. Według szacunków historyków Niemcy wysiedlili z Zamojszczyzny ponad 30 tysięcy dzieci w czasie Aktion Zamość, która trwała zaledwie kilka miesięcy, od końca listopada 1942 do marca 1943 roku.

## Geneza
Wojenne losy dzieci z terenu Zamojszczyzny wiążą się z niemieckimi planami tworzenia „przestrzeni życiowej” na wschodzie realizowanej w ramach Generalplan Ost. Plan stworzenia w dystrykcie lubelskim terenów dla niemieckiego osadnictwa powstał w Berlinie jesienią 1941 roku i bezpośrednio wiązał się on z wielką niemiecką akcją przesiedleńczą prowadzono w całej środkowej i wschodniej Europie tzw. Heim ins Reich (pol. „Do domu w Rzeszy”). Miał on za zadanie przesiedlenie osadników niemieckiego pochodzenia z Rosji, Rumunii i innych państw na tereny Polski. Początkowo realizowano go w Wielkopolsce na Śląsku i Pomorzu, czyli terenach zachodniej Polski włączonych do III Rzeszy. Później rozpoczęto te same działania na terenach Generalnego Gubernatorstwa. Aby stworzyć miejsce dla niemieckich osadników Niemcy przeprowadzali zakrojony na szeroką skalę program wysiedlenia rdzennej ludności polskiej. W myśl wytycznych chłopi polscy mieli być usunięci ze swoich gospodarstw na urodzajnej ziemi lubelskiej, a ich majątki przekazane niemieckim kolonistom. Zamojszczyzna zgodnie z rozporządzeniem reichsführera SS, Heinricha Himmlera, została uznana za jeden z pierwszych niemieckich terenów osiedleńczych w Generalnym Gubernatorstwie. Oprócz Niemców na terenie Zamojszczyzny Niemcy osiedlali również Ukraińców podczas powiązanej z Heim ins Reich akcji zwanej Ukraineraktion.

## Wysiedlenia z Zamojszczyzny
Pilotażowych wysiedleń Niemcy dokonali w kilku wsiach zamojskich już w dniach 6-25 listopada 1941 roku. Akcja masowego wysiedlania polskiej ludności, przeprowadzona w ramach Generalnego Planu Wschodniego, rozpoczęła się w nocy z 27 na 28 listopada 1942 roku, w Skierbieszowie i okolicznych wsiach.
W nocy lub nad ranem Niemcy otaczali wieś i wypędzali mieszkańców z domów nie pozwalając zabierać ani dobytku, ani rzeczy osobistych. Opornych mordowano, innych – już z obozów przesiedleńczych, po selekcji – kierowano do obozów koncentracyjnych lub do niewolniczej pracy w fabrykach i gospodarstwach rolnych w III Rzeszy Niemieckiej.
Akcja, którą objęto powiaty hrubieszowski, tomaszowski, zamojski i biłgorajski zakończona została w marcu 1943 roku. Kolejną akcję wysiedleńczą pod nazwą Operacja Wehrwolf Niemcy przeprowadzili również latem 1943 roku. Dla niektórych mieszkańców było to kolejne wysiedlenie – na Zamojszczyźnie znalazło schronienie sporo ludzi wcześniej wysiedlonych z ziem polskich bezpośrednio wcielonych do Rzeszy (jednymi z pierwszych byli poznaniacy przesiedleni tu jeszcze w 1939 r.). Historycy szacują, że z Zamojszczyzny wysiedlono ok. 110 000 osób z czego ponad 30 000 stanowiły dzieci.

## Obozy
Wysiedleńców z Zamojszczyzny kierowano do obozów przesiedleńczych podlegających Centrali Przesiedleńczej w Łodzi zlokalizowanych w Zamościu przy ul. S. Okrzei – Obóz przesiedleńczy w Zamościu, w Zwierzyńcu – Niemiecki obóz przesiedleńczy w Zwierzyńcu, Budzyniu, Frampolu, w Lublinie przy ul. Krochmalnej – Obozy przejściowe Lublin, Majdanie Starym, Tarnogrodzie, Woli Derezieńskiej, Wedanie Starym, Biłgoraju – Obóz przejściowy w Biłgoraju oraz w Puszczy Solskiej. Tam dokonywano selekcji rasowej, dzielono wysiedleńców na grupy oraz oddzielano rodziców od dzieci. To właśnie w wyniku selekcji w obozach przesiedleńczych powstała grupa osieroconych dzieci znanych jako Dzieci Zamojszczyzny.
„W tym czasie widziałem naocznie, jak Niemcy odłączali dzieci od matek. To oddzielanie matek od ich pociech najbardziej mną wstrząsnęło. Najgorsze tortury, jakie zniosłem, były niczym w porównaniu z tym widokiem. Niemcy zabierali dzieci, a w razie jakiegoś oporu, nawet bardzo nikłego, bili nahajami do krwi - i matki i dzieci. Wtedy w obozie rozlegał się pisk i płacz nieszczęśliwych. Nieraz matki zwracały się do Niemców z prośbą o żywność dla zgłodniałych i zmarzniętych dzieci. Jedyne, co mogły otrzymać, to uderzenie laską lub bykowcem. Widziałem, jak Niemcy zabijali małe dzieci (...) Warunki higieniczne były straszne. Wszy, brud, pchły, pluskwy wprost żywcem pożerały ludzi”. - Leonard Szpuga, wysiedlony rolnik z Topólczy
Przesiedleńcy w obozach przejściowych zostali podzieleni na 4 grupy:
1. osoby, które zakwalifikowano do rasy niemieckiej,
2. osoby zdolne do wyjazdu do pracy przymusowej,
3. starcy, kaleki oraz dzieci,
4. osoby przeznaczone do eksterminacji w obozach koncentracyjnych.

W obozach szczególnie cierpiały dzieci – głód, zimno, choroby były dla nich częściej niż dla dorosłych śmiertelne. Dzieci odebrane rodzicom były osobno przewożone w wagonach bydlęcych (w jednym wagonie przewożono od 100 do 150 dzieci) do obozów śmierci na Majdanku i w Oświęcimiu oraz do fabryk w Rzeszy. Część dzieci zostało przewiezionych do obozu koncentracyjnego dla dzieci w Łodzi.
Przeciętnie w obozie przesiedleńczym w Zamościu przebywało ponad 1000 dzieci. Ogółem przez obóz przeszło około 100 000 osób, w tym około 20 procent stanowiły dzieci.
W Auschwitz dzieci z Zamojszczyzny po oddzieleniu od rodziców zostały w tym obozie zamordowane w komorach gazowych bądź uśmiercone zastrzykami z fenolu.
Wieść o dramacie Dzieci Zamojszczyzny szybko obiegła cały kraj. Polscy kolejarze przekazywali wiadomość o transportach dzieci do obozów mieszkańcom miast, w których znajdowały się stacje postojowe. Na stacjach Sobolew, Żelechów, Siedlce, Garwolin, Pilawa i Warszawa ludność podjęła ryzyko pomocy, a nawet odbicia dzieci z rąk Niemców.

## Germanizacja
Część dzieci, u których niemieccy lekarze-antropolodzy stwierdzili obecność odpowiednich cech rasowych, przeznaczono do germanizacji w niemieckich rodzinach i domach dziecka. Z kilkunastu tysięcy przeznaczonych do germanizacji udało się po wojnie odzyskać około 800.

## Po wojnie
Zbrodnia ta była rozpatrywana w procesach norymberskich. Z polskiej strony zeznawała trójka dzieci oraz Zygmunt Klukowski – lekarz ze Szczebrzeszyna, znający warunki obozów w Zwierzyńcu i Biłgoraju.

## Upamiętnienie
- Tablica na dziedzińcu Muzeum Więzienia Pawiak w Warszawie odsłonięta w 2018[10].
- Pomnik Dzieci Zamojszczyzny na cmentarzu przy ul. Cmentarnej w Siedlcach[11].
- Pomnik Dzieci Zamojszczyzny – ul. Akademicka, przy Starej Bramie Lubelskiej w Zamościu na osiedlu Stare Miasto (Zamość)[12][13].
- Tablica Pamięci Męczeństwa Dzieci Zamojszczyzny przy wejściu do Katedry Zmartwychwstania Pańskiego i św. Tomasza Apostoła w Zamościu.

## Dzieci Zamojszczyzny w kulturze
Życie dzieci w Zamościu i okolicach podczas okupacji, w formie przystępnej dla młodzieży, opisał Wiktor Zawada w trzech powieściach:
1. Kaktusy z Zielonej ulicy
2. Wielka wojna z czarną flagą
3. Leśna szkoła strzelca Kaktusa.

O dramacie wysiedlanej i pacyfikowanej ludności polskiej z Zamojszczyzny z dziećmi, będącymi również naocznymi świadkami morderstw niemieckich na ich rodzicach, opowiada książka poetki Anny Janko pt. Mała zagłada. Opisuje ona dramat jej matki, poetki Teresy Ferenc, będącej świadkiem pacyfikacji wsi Sochy na Zamojszczyźnie w 1943 roku.
Książkę pt. Syn dwóch matek o dramacie dzieci Zamojszczyny i próbach ich ratowania napisała Małgorzata Karolina Piekarska, której dziadkowie ze strony jej ojca Macieja Piekarskiego przyjęli do swojej rodziny jedno z dzieci Zamojszczyzny.

## Dzieci Zamojszczyzny w filmie
W serialu pt. Polskie drogi, w odcinku 10. pt. Himmlerland, którego akcja dzieje się na Zamojszczyźnie, Leon Kuraś wykupuje, wręczając dużej wartości łapówkę strażnikom niemieckim, porwane przez Niemców polskie dzieci z Zamojszczyzny, na stacji kolejowej w Garwolinie.  Dzieci z Zamojszczyzny przewożone były w zimie przez Niemców, w bydlęcych wagonach. Kuraś bezskutecznie szukał w tych wagonach swojej zaginionej córki.
W 1999 roku powstał film dokumentalny pt. Dzieci Zamojszczyzny w reżyserii (realizacji): Hanny Etemadi i Zofii Kunert. Również o dzieciach Zamojszczyzny, ich ratowaniu i wysiedleniach z Zamojszczyzny ludności polskiej wraz z dziećmi przez okupantów niemieckich opowiada film w reżyserii Hanny Etemadi pt. Róża i Jan, traktujący również o pomocy dzieciom Zamojszczyzny przez Różę Zamoyską i jej męża Jana Tomasza Zamoyskiego.

## Literatura
- Zygmunt Klukowski: Zamojszczyzna 1944-1959, Warszawa 2007, ISBN 978-83-88288-93-7.
- Roman Hrabar: Czas niewoli czas śmierci. Interpress, Warszawa 1979, str. 45-70.
- Czesław Madajczyk: Zamojszczyzna – Sonderlaboratorium SS. Warszawa 1977.

## Artykuły, sprawozdania
- Izabela Taraszczuk: Wojenne losy dzieci a percepcja pamięci (sprawozdanie z konferencji „Kriegskindheiten und Erinnerungsarbeit” w Instytucie Germanistyki na Uniwersytecie Zielonogórskim, 5.-7.11.2009 r.). [W:] „Przegląd Zachodni”, nr 1 (334)/2010, s. 298-301. ISSN 0033-2437.

## Wystawy
- Wystawa Dzieci Zamojszczyzny. Historia i pamięć. [dostęp 14 czerwca 2023].